# 格哈德·格莱希
格哈德·格莱希（捷克語：Gerhard Gleich，1941年10月23日—）原名为格哈德·菲斯特。后取用他的第二位妻子、波兰-奥地利籍的女画家约翰娜·格莱希的姓氏。是一位捷克画家。

## 生平
1941年生于捷克布拉格。身为艺术家的他，目前在奧地利维也纳的 Akademie der bildenden Künste 学院担任教授。他曾师从于阿尔波特· 巴黎·哥特斯劳。 从1972年到1997年，他作为助手，辅助维也纳画家和艺术教授沃尔夫冈·霍利加工作。